# Grube Kreuzberg-Wilhelmsberg
Die Grube Kreuzberg-Wilhelmsberg (auch Consolidierte Kreuzberg und Wilhelmsberg) zwischen Weisel im Rhein-Lahn-Kreis und Wollmerschied ist ein ehemaliges Bergwerk, in dem Dachschiefer abgebaut wurde. Betreiber war die in 1.000 Kuxe eingeteilte Gewerkschaft Blücher aus Kaub, die ihren Schiefer unter dem Namen Kauber Blücher Schiefer vertrieb. Die verbliebenen Gebäude stehen heute als Gesamtanlage unter Denkmalschutz.

## Geographische Lage
Die Grube Kreuzberg liegt im  Kreuzwald, einer Exklave der Gemarkung Dörscheid im Quellgebiet des Tiefenbachs, zwischen Weisel im Westen, Wollmerschied im Osten sowie Ransel im Süden. Die Gebäude der Schachtanlage liegen in 380 Meter Höhe.
Zufahrtmöglichkeiten waren von Osten her ein Abzweig von der hessischen Landesstraße L 3397 bei Wollmerschied sowie von Westen her ein Abzweig von der rheinland-pfälzischen L 339 beim Kreuzhöherhof.
Der Wilhelmsbergstollen liegt in etwa 340 Meter Höhe in der Gemarkung Wollmerschied nördlich der Ortslage am Steinbach, der bei der Alten Burg dem Werkerbach zufließt. Hier sind keine Gebäudereste vorhanden.

## Geschichte
Bereits im 19. Jahrhundert wurde bei Weisel Dachschiefer zunächst im Tagebau, später auch unter Tage gewonnen. Abgebaut wurden die Lagerstätten des Kauber Zuges, der in nordöstlicher Richtung durch Hunsrück und Taunus verläuft.
Bereits vor 1863 war die Grube Kreuzberg in Betrieb. Eine neue Konzession zur Betriebsaufnahme der Grube Kreuzberg wurde 1868 an eine Gewerkschaft "Dachschieferbergbau Kreuzberg" erteilt. Der Besitz der Gewerkschaft Blücher wurde mit den Gruben Kreuzberg und Konsolidierte Wilhelmsberg begründet. Wilhelmsberg bei Wollmerschied war bereits 1866 mit dem Grubenfeld Vogelherd zusammengeschlossen. Später kamen die Felder Thalersberg, Antoniusberg, Tiefenthalskopf und Kreuzhau hinzu.
Der Abbau wurde im Schachtbau-Verfahren vorgenommen. Bereits 1863/64 war ein Maschinenschacht abgeteuft worden, der bis zu einer Teufe von 35 m reichte. Über einen Förderturm wurden die Schieferplatten in Hunten an die Oberfläche gebracht und direkt vor Ort in Spalthütten gefahren, wo sie in die optimale Dicke von durchschnittlich 5 mm gespalten wurden. Anschließend erfolgte die traditionelle Zurichtung für die Verwendung als Dachstein auf großen Lagerplätzen im Freien.
Zunächst fand der Abbau auf der 30-m-Sohle statt, über die auch die Wasserhaltung erfolgte: Ein 300 m langer Wasserlösungsstollen führte die Grubenwasser dem Tiefenbach zu. 1898 wurden die 60-m-Sohle und 1926 die 90-m-Sohle aufgefahren. In den Jahren 1950–54 wurde die Grube durch den Wilhelmsbergstollen bei Wollmerschied angegangen, jedoch wurde dieser Teil der Grube als wenig ergiebig wieder stillgelegt. 1964 wurde mit der 110-m-Sohle die größte Teufe erreicht.
1978 wurde das Bergwerk überflutet, am 28. November 1980 musste die Grube wegen fehlender Sicherheitstechnik und Facharbeitermangel geschlossen werden. Kurz darauf wurde der Förderturm niedergelegt und die Schachtanlage verschlossen. Seitdem dient die Grube der Trinkwassergewinnung für die Gemeinden Wollmerschied und Ransel.
Bei einem Brand in der Nacht vom 22. zum 23. Juli 1982 wurden mehrere Gebäude des Grubenensembles zerstört.
Seit 1988 hat der Bildhauer Clemens M. Strugalla seine Werkstatt auf dem Gelände der ehemaligen Grube.

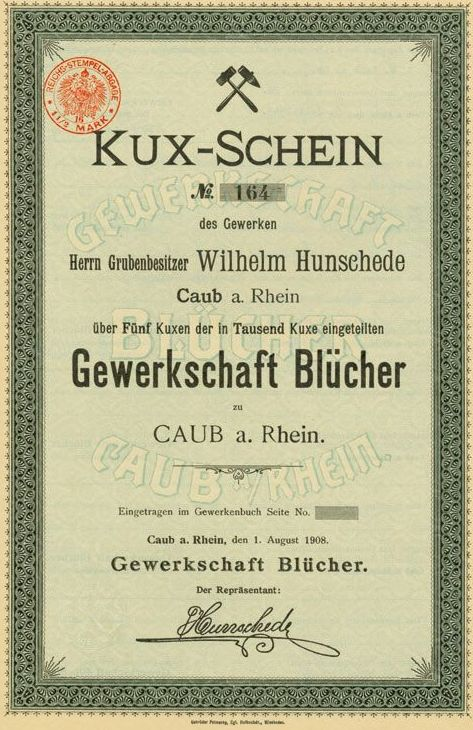
Kux-Schein der Gewerkschaft Blücher über 5 Kuxe